# Universidade Seika

Logo

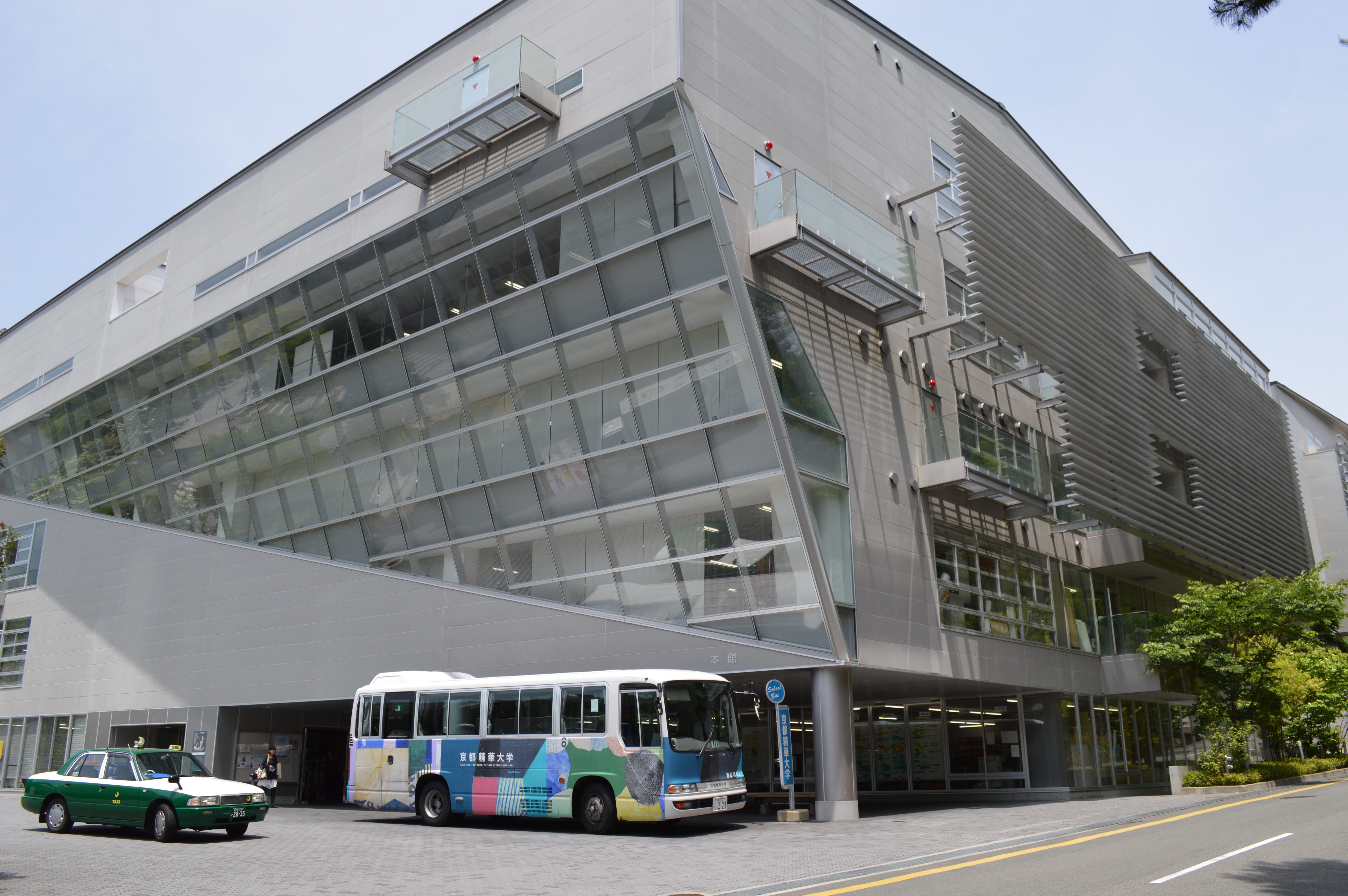
Prédio principal e ônibus escolar

Universidade Kyoto Seika (em japonês: 精華大学; romaniz.: Seika Daigaku) é uma universidade particular localizada em Quioto, no Japão. Foi fundada em 1979.

## Educação e pesquisa

### Organização
A filosofia educacional é " autonomia livre " e " respeito ao ser humano ". Se esta filosofia for a primeira, do festival patrocinado pela Universidade "Kino Festival" ( Heisei 28 anos foi "Ryusensai"), além de, sendo praticado na forma, como um festival de estudantes patrocinado pelo "Festival de Maio" 
Além disso, possui um acordo com a Escola de Língua Japonesa de Kyoto para apoiar estudantes internacionais antes da matrícula .

## Incidentes / acidentes / escândalos
- 137 Iwakura Kinocho, Sakyo-ku, Cidade de Kyoto, Prefeitura de Kyoto 606-8588
  - Em frente a estação Kyoto Seikadaimae eki.
  - Cerca de 5 a 10 minutos de ônibus escolar da Estação Kokusaikaikan na Linha Karasuma do Metrô Municipal de Kyoto
  - Kyoto Bus 40, 50 "Kyoto Seika University Mae", ponto de ônibus imediatamente

- Tango Campus (casa de mar): Kyoto Kyotango Tango-cho,
- Kutsuki Gakusha (casa na montanha): Kutsuki Furuya, cidade de Takashima, prefeitura de Shiga [2]

- Kyoto Seika University